# 司艳华
司艳华（1962年—），辽宁盖县人，汉族，中华人民共和国政治人物、第十二届全国人民代表大会内蒙古地区代表。
毕业于内蒙古医学院临床医学专业，加入。2013年，被选为全国人大代表。